# 贾科莫·加约尼
贾科莫·加约尼（義大利語：Giacomo Gaioni，1905年4月26日—1988年11月14日），意大利男子自行车运动员。他曾代表意大利参加1928年夏季奥林匹克运动会自行车比赛，获得男子团体追逐赛金牌。